# Werner Schünemann
Werner Eduardo Schünemann, né le 21 février 1959 à Porto Alegre, est un acteur brésilien.

## Filmographie

### Télévision
- 2012 - Lado a Lado .... Alberto Assunção
- 2012 - As Brasileiras .... Alberto Galhardo
- 2010 - Passione .... Saulo Gouveia
- 2008 - Beleza Pura .... Tomás
- 2008 - Duas Caras .... Humberto Silveira
- 2007 - Eterna Magia .... Max (Maximillian Sullivan)
- 2007 - Amazônia, de Galvez a Chico Mendes .... Rodrigo de Carvalho
- 2006 - Dom .... Augusto
- 2006 - JK (pt) .... Bernardo Sayão
- 2005 - América .... Pedro Paulo
- 2004 - Senhora do Destino .... Comandante Saraiva
- 2004 - Começar de Novo .... Anselmo
- 2003 - Kubanacan .... Alejandro Rivera
- 2003 - A Casa das Sete Mulheres .... Bento Gonçalves
- 2002 - Contos de inverno .... JM
- 2001 - Histórias Curtas .... publicitário
- 2001 - Contos de inverno .... Danilo